# Dyfnwal I di Strathclyde
Dyfnwal I (... – tra il 908 e il 916) regnò sullo Strathclyde agli inizi del X secolo.
È conosciuto solo dalla Cronaca dei re di Alba secondo cui "Doneualdus re dei Britanni morì in questo tempo", cioè al tempo di re Causantín mac Áeda, dopo il 908 ma prima del 916. Dyfnwal era probabilmente un parente di re Eochaid, attraverso la dinastia Kenneth MacAlpin (Cináed mac Ailpín) o di quella nativa britannica di Run. Ma nulla di ciò è certo. Il fatto però che la Cronaca dei re di Alba riporta solo la sua data di morte ci dimostra che va distinto da Dyfnwal II.